# CallCenterWorld
Die CCW (ehemals CallCenterWorld) ist eine internationale Kongressmesse für Call-Center-Management und innovativen Kundendialog im Allgemeinen, die jährlich in Berlin im ECC (Estrel Congress Center) auf 12.000 m² mit circa 270 internationalen Ausstellern stattfindet. Veranstalter ist die Management Circle AG. Auf der Messe wird der CAt-Award für die erfolgreichsten Call Center Manager aus Deutschland, Österreich und der Schweiz verliehen. Auch das Unternehmen mit der besten digitalen Leistung wird jährlich geehrt. 
Das Kongressprogramm umfasst wahlweise den Innovations- oder Inspirationstag und den zweitägigen Kongress. Die Messe läuft drei Tage parallel zum Kongress und Inspirationstag. 2020 findet die Messe ausnahmsweise parallel zum Innovationstag und dem Kongress statt. Ein ganztägiges Vortragsprogramm in verschiedenen Messeforen, dem TeleTalk-Demoforum und der International Plaza wird angeboten. Ein LiveCallCenter, geführte Tours über die Messe und das CCW Future Camp stellen die Kundendialog-Branche transparent vor. Neu im Jahr 2020 ist die Dienstleister-Plaza. Am dritten Messetag gibt es ein Tourismus-Special im Messeforum in Halle 3. 
Die erste CallCenterWorld fand 1999 mit rund 1.000 Teilnehmern und Messebesuchern statt. Die CCW 2019 schloss mit 8.000 Kongress- und Messeteilnehmern aus 46 Ländern.

## Kritik
2009 kam es bei Eröffnung der CallCenterWorld zu einer Protestaktion. Callcenter-Mitarbeiter demonstrierten für einen Mindestlohn in der Branche.